# 10971 van Dishoeck
10971 van Dishoeck eller 1179 T-2 är en asteroid i huvudbältet som upptäcktes den 29 september 1973 av den nederländsk-amerikanske astronomen Tom Gehrels och det nederländska astronomparet Ingrid van Houten-Groeneveld och Cornelis Johannes van Houten vid Palomarobservatoriet. Den är uppkallad efter den nederländska astronomen och kemisten Ewine van Dishoeck.
Asteroiden har en diameter på ungefär 2 kilometer och den tillhör asteroidgruppen Nysa.